# Epifauna
Epifauna (epibentos) – zwierzęta bentosowe (stale przebywające w pobliżu dna) żyjące na powierzchni dna; organizmy te są albo przytwierdzone do powierzchni podłoża albo swobodnie poruszają się po nim. Te wodne gatunki zwierząt mogą być przyczepione do podłoża specjalnie ukształtowanymi wypustkami lub przyssawkami bądź bisiorem, zrośnięte z podłożem albo przebywające w wydrążonych otworach lub kanalikach. Jako podłoże wykorzystywane są dna zbiorników wodnych, skały, inne organizmy oraz kadłuby statków.
Przykłady epifauny: gąbki, stułbiopławy, koralowce, mszywioły, osłonice, a także niektóre gatunki liliowców i małży (np. racicznica zmienna) i skorupiaków (wąsonogi).